# Akiko (film)
Akiko è un film del 1961 diretto da Luigi Filippo D'Amico.

## Trama

Akiko Wakabayashi in una scena del film

A Roma la signora Ottavia Colasanto attende da diciotto anni il rientro del marito Paolo, partito per il Giappone senza fornire più notizie di sé. Un giorno arriva a casa una ragazza giapponese, Akiko. Costei le mostra una lettera scritta da Paolo in punto di morte, nella quale spiega la verità: la ragazza è una sua figlia illegittima e la prega di prendersene cura poiché è rimasta sola al mondo. Akiko si guadagna subito le simpatie dei suoi due fratelli acquisiti, Serse e Anita, e fa inoltre la conoscenza dello zio Armando, un tipo un po' lestofante che si guadagna da vivere con loschi affari e pensa di sfruttarla adeguatamente. Ma i suoi progetti andranno presto in fumo: Akiko conosce casualmente anche Duilio, considerato il "bullo" del quartiere, che vive pure lui di espedienti. Costui raggira Akiko rubandole tutto il danaro che possiede, ma la ragazza evita l'accusa. Ripresasi con la forza il danaro, Akiko cade ancora vittima degli inganni di Duilio, il quale le fa avere degli introvabili biglietti per le Olimpiadi da rivendere. Appurato che trattasi di biglietti falsi, Akiko finisce in prigione, ma Ottavia, che nel frattempo ha modo di affezionarsi alla giovane fanciulla, interviene provvidenzialmente, ponendo fine alle sue disavventure e riesce a convincere Duilio a prendere un'altra strada. I due si innamorano, ma Akiko scopre che Duilio se la intende con Tosca, un'altra ragazza sbandata del quartiere. Stavolta la giapponese comprende bene la lezione, e durante un incontro di lotta libera ha modo di vendicarsi mettendo Duilio K.O. a colpi di judo. Duilio troverà il coraggio di abbandonare Tosca al suo destino, e dopo essersi trovato un lavoro onesto infine porta all'altare la sua Akiko. Le nozze però saranno doppie: infatti anche Ottavia, rimasta vedova, accetta di sposarsi con un maturo spasimante che la corteggiava ormai da troppo tempo.

## Produzione
È la quarta pellicola diretta da Luigi Filippo D'Amico, che si avvalse di Alberto De Martino come aiuto regista.
Il film ottenne il visto censura n. 34143 del 4 marzo 1961.

## Curiosità
Paolo Ferrari doppia l'attore francese Pierre Brice, ma essendo anch'esso un interprete del film, si autodoppia camuffando la propria voce con un sigmatismo.
La canzone Ghinza Street è cantata da Nico Fidenco.